# Частота змінного струму

Хвиля змінного струму

Частота змінного струму у Європі (у тому числі в Україні), більшій частині Азії, Океанії (крім Мікронезії), Африці та в частині Південної Америки промислова частота змінного струму в силовій мережі становить 50 Гц. У Північній Америці (США, Канада, Мексика), Центральній та деяких країнах північній частині Південної Америки (Бразилія, Венесуела, Колумбія, Перу), а також у деяких країнах Азії (у південно-західній частині Японії, в Південній Кореї, Саудівській Аравії, на Філіппінах та на Тайвані) використовується частота 60 Гц. Див. Стандарти роз'ємів, напруги та частоти електромережі в різних країнах. Майже всі побутові електроприлади однаково добре працюють у мережах із частотою 50 та 60 Гц за умови однакової напруги мережі. Наприкінці XIX — першій половині XX століття, до стандартизації, у різних ізольованих мережах використовувалися частоти від 162⁄3 до 1331⁄3 Гц.[джерело?] Перша досі використовується на деяких залізничних лініях світу напругою 15 кВ, де була прийнята для використання електровозів без випрямлячів — тягові двигуни постійного струму живилися безпосередньо від трансформатора.
У бортових мережах літаків, підводних човнів тощо д. використовується частота 400 Гц. Більш висока частота силової мережі дозволяє зменшити масу та габарити трансформаторів та отримати високі частоти обертання асинхронних двигунів, хоча збільшує втрати при передачі на великі відстані — через ємнісні втрати, зростання індуктивного опору лінії та втрати на випромінювання.